# Ed (Svezia)
Ed è una città della Svezia, capoluogo del comune di Dals-Ed, nella contea di Västra Götaland. Ha una popolazione di 2.942 abitanti.